# Ácido isoftálico
El ácido isoftálico es un ácido dicarboxílico aromático cuya fórmula molecular es C8H6O4. Este sólido incoloro es un isómero del ácido ftálico y ácido tereftálico. Estos ácido dicarboxílicos se utilizan como precursores (en forma de cloruro de acilo) para hacer polímeros comercialmente importantes, como por ejemplo, el material resistente al fuego Nomex. Mezclado con ácido tereftálico, el ácido isoftálico se usa en la producción de resinas para botellas de bebidas. El polímero de alto rendimiento polibencimidazol es producido a partir de ácido isoftálico.

## Preparación
El ácido isoftálico se produce a gran escala mediante la oxidación de meta-xileno utilizando oxígeno. En el laboratorio, se puede utilizar ácido crómico como oxidante.